# Greg Valentine
Johnathan Winiski, meglio noto con il ring name Greg "The Hammer" Valentine (Seattle, 20 settembre 1951), è un ex wrestler statunitense, attivo soprattutto tra gli anni settanta e novanta nella World Wrestling Federation, dove ha conquistato l'Intercontinental Championship ed il World Tag Team Championship.
Figlio d'arte (suo padre, Johnny Valentine, fu un nome molto noto nel panorama delle federazioni indipendenti) ha legato il suo nome alla celeberrima Figure Four Leglock, con cui costringeva gli avversari alla resa. Tra i suoi compagni di tag team ricordiamo in particolare Ric Flair, Brutus Beefcake e The Honky Tonk Man. È entrato a far parte della WWE Hall of Fame nel marzo del 2004.
Valentine è un Cristiano Rinato.

## Carriera

### Inizi (1970-1976)
Inizialmente restio a prendere lo stesso ring name del padre, Wisniski lottò con il nome di "Baby Face Nelson" per poi diventare Johnny Fargo, membro dei Fargo Brothers con Don Fargo tra il 1971 e il 1974. La coppia si sciolse nel 1974 e Wisniski andò in Florida, dove iniziò ad esibirsi come Johnny Valentine Jr., sperando di seguire le orme del padre. Più tardi cambiò il suo nome d'arte in Greg "The Hammer" Valentine, e veniva presentato come il fratello di Johnny Valentine, non il figlio, per paura di far sembrare il vecchio Valentine troppo anziano per essere un wrestler. Valentine rimase in Florida per un anno e lavorò a Los Angeles e in Giappone con Antonio Inoki tra il 1975 e l'inizio del 1976.

### National Wrestling Alliance (1976-1978)
Nell'agosto 1976, Valentine debuttò nella Mid-Atlantic Championship Wrestling, federazione affiliata alla National Wrestling Alliance con sede in Carolina e in Virginia. Valentine fu assunto per rimpiazzare suo padre, che era stato costretto al ritiro essendo rimasto paralizzato dopo un incidente aereo nel 1975.
Valentine formò un tag team insieme a Ric Flair, e i due vinsero per due volte l'NWA World Tag Team Championships e l'NWA Mid-Atlantic Tag Team Championship. Quando la coppia si sciolse, Valentine rivinse ancora una volta l'NWA World Tag Team Championships nel 1978, questa volta in coppia con Baron Von Raschke.
In contemporanea, Valentine aveva un feud in corso con Chief Wahoo McDaniel con in palio il titolo NWA Mid-Atlantic Heavyweight Championship. L'11 giugno 1977 riuscì a sconfiggere Wahoo, rompendogli anche una gamba. Da bravo heel, Valentine iniziò a sfoggiare una maglietta con la scritta "I broke Wahoo's leg" (Ho rotto la gamba a Wahoo) sul davanti, e sulla schiena "No more Wahoo" (niente più Wahoo). Wahoo ritornò il 9 agosto 1977 e si riprese il titolo. Valentine riconquisterà la cintura ancora una volta, battendo Wahoo il 10 settembre seguente, per poi riperderla contro Ken Patera il 9 aprile 1978.

### World Wide Wrestling Federation (1978-1981)
Valentine iniziò a lavorare per la World Wide Wrestling Federation nel novembre 1978. Guidato dal manager The Grand Wizard, interpretava la gimmick del lottatore cattivo a cui piaceva rompere le gambe agli avversari con la sua mossa finale Figure Four Leglock. Nel 1979, affrontò il campione mondiale WWF Bob Backlund e la contesa finì in parità dopo 1 ora di combattimento incessante.
Nel 1981 Valentine ritornò nella WWWF, diventata nel frattempo World Wrestling Federation, continuando la sua rincorsa al titolo mondiale. Il 19 ottobre venne schienato da Backlund, ma ricevette la cintura dall'arbitro che era rimasto stordito durante il match. Il titolo venne reso vacante, e Backlund sconfisse Valentine nel rematch del 23 novembre. Questo passaggio di titolo tra Valentine e Backlund non viene riconosciuto ufficialmente dalla WWE.

### National Wrestling Alliance (1979-1984)
Valentine fece ritorno alla NWA a fine 1979 e chiese a Flair di ricostituire il loro tag team. Flair, all'epoca un face, declinò l'invito. Nel 1980 Valentine vinse nuovamente l'NWA World Tag Team Championship combattendo in coppia con Ray Stevens. Quattro giorni dopo la vittoria però, il promoter David Crockett riferì a Valentine e Stevens di essere in possesso di un filmato che provava le loro scorrettezze durante l'incontro, annullando la vittoria. Quando Crockett cercò di inviare il filmato a Bob Geigel (allora presidente NWA), Stevens e Valentine lo aggredirono e distrussero il film, eliminando le prove.
Successivamente Valentine affermò di aver "visto la luce", e riformò il team con Flair, che credeva Valentine diventato adesso uno dei "buoni". In un match di coppia contro Jimmy Snuka e The Iron Sheik, Valentine abbandonò Flair, lasciandolo in balia degli avversari. Flair fu sconfitto, e Valentine, non pago, gli spaccò il naso con un bastone. I due ex partner iniziarono un lungo feud con in palio il NWA United States Heavyweight Championship, e Valentine riuscì finalmente a sconfiggere Flair il 26 luglio. Greg detenne la cintura fino al 24 novembre, quando fu battuto da Flair. Valentine conquisterà la cintura di United States Champion altre due volte.
Il prossimo avversario di Valentine fu Roddy Piper, e i due ebbero una serie di match molto violenti tra i quali il più famoso è un Dog Collar Match svoltosi a StarrCade nel 1983, dove Piper schienò Valentine dopo averlo colpito numerose volte con la catena di ferro del collare.

### World Wrestling Federation (1984-1992)
Valentine arrivò nella WWF nel 1984. Il suo manager del periodo fu dapprima Captain Lou Albano, e in seguito Jimmy Hart.

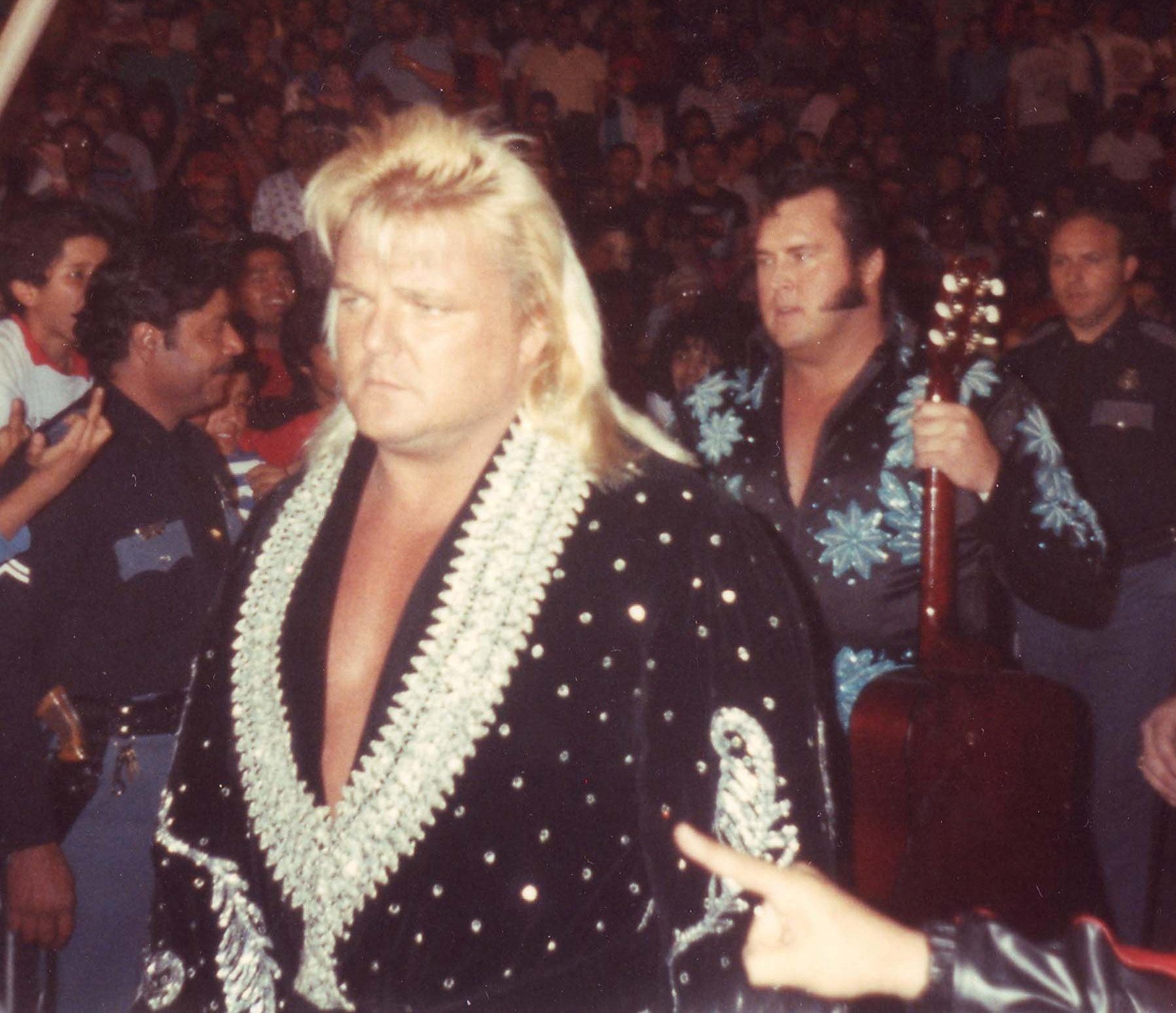
Valentine con il suo partner di coppia nei Rhythm & Blues, The Honky Tonk Man.

Il 24 settembre 1984, Valentine sconfisse Tito Santana vincendo il titolo Intercontinentale. Poi ebbe un feud con Junkyard Dog, che affrontò in un match alla prima edizione di WrestleMania. Valentine schienò Junkyard Dog mettendo i piedi sulle corde, ma Santana arrivò a bordo e informò l'arbitro della scorrettezza, che allora fece ricominciare l'incontro. Valentine se ne andò, perdendo così il match per count-out, mantenendo però la cintura. Il feud tra Santana e Valentine proseguì fino a quando, il 6 luglio 1985, Tito riuscì a riconquistare il titolo Intercontinentale battendo Valentine in uno steel cage match. Valentine, infuriato per la sconfitta, distrusse la cintura, costringendo la WWF a crearne una nuova.
Greg Valentine formò quindi un tag team heel insieme a Brutus Beefcake, il Dream Team, con manager Johnny V. Il 24 agosto 1985, il Dream Team sconfisse gli U.S. Express (Barry Windham e Mike Rotunda) vincendo le cinture WWF World Tag Team Championship. Il duo detenne i titoli fino al 7 aprile 1986 quando furono sconfitti durante WrestleMania 2 dai British Bulldogs. A WrestleMania III, il Dream Team si sciolse perché Valentine tradì Beefcake abbandonandolo nel bel mezzo di un match.
Qualche tempo dopo, Valentine si tinse i capelli di nero e formò un tag team con The Honky Tonk Man dal nome Rhythm and Blues e del quale era manager Jimmy Hart. I Rhythm and Blues si scontrarono con i Bushwhackers e l'Hart Foundation, ma vennero lentamente oscurati dai Legion Of Doom, che all'epoca dominavano la scena tag team in WWF.
Nel dicembre 1990, Valentine tradì Honky Tonk Man per diventare un "face". Il 19 gennaio 1991, Valentine partecipò alla Royal Rumble, dove resistette sul ring per circa quaranta minuti. In seguito era previsto un feud tra lui e l'ex partner Honky Tonk Man, ma Honky lasciò la WWF prima che il feud potesse iniziare.

### World Championship Wrestling (1992)
Nel 1992, Valentine lasciò la WWF e firmò per la World Championship Wrestling. Qui diede vita a un tag team con Terry Taylor e il duo vinse anche i titoli WCW United States Tag Team Championship. Quando Taylor venne licenziato, lo status di Valentine all'interno della federazione fu molto ridimensionato, e Greg rassegnò le proprie dimissioni a fine 1992.

### World Wrestling Federation (1993-1994)
Riapparve in WWE alle Survivor Series '93 indossando una maschera con l'identità di "Blue Knight" in un match ad eliminazione contro la famiglia Hart. Successivamente, ritornò ancora, questa volta come Greg Valentine, partecipando alla Royal Rumble del 1994.

### Circuito indipendente (1994-2019)
Da allora in avanti, Valentine prese a combattere in varie federazioni minori facenti parte del circuito indipendente, a lottare in Giappone, e nella American Wrestling Federation.
Il 29 gennaio 2005, durante l'evento WrestleReunion, Valentine vinse una battle royal a 17 partecipanti diventando IWA Heavyweight Champion. Perse poi il titolo contro Tito Santana a WrestleReunion #2 il 27 agosto dello stesso anno.
A fine 2007, Greg Valentine è apparso nella JCW (o Juggalo Championship Wrestling) riformando il vecchio tag team del Dream Team con Brutus Beefcake.
Il 29 gennaio 2011 Valentine è stato introdotto nella Legends Pro Wrestling "Hall of Fame" da Jack Blaze a Wheeling, WV, durante l'annuale cerimonia svoltasi all'evento LPW Over The Edge.

### World Wrestling Entertainment (2004, 2005, 2008)
Il 13 marzo 2004, Valentine è stato introdotto nella WWE Hall of Fame presentato dal suo ex manager Jimmy Hart. La sera seguente, durante WrestleMania XX al Madison Square Garden, Valentine ricevette grandi applausi quando la classe del 2004 venne presentata al pubblico. Poco tempo dopo l'introduzione nella Hall of Fame, Valentine dedicò la placca dorata a suo padre Johnny Valentine. Il 3 ottobre 2005, Valentine ha fatto un'apparizione a WWE Homecoming, e il 23 ottobre è stato sconfitto da Rob Conway (che allora utilizzava una gimmick simile a quella di Randy Orton in versione "legend killer") nel corso di una puntata di WWE Heat dopo che Eugene interferendo a suo favore nel match, gli causò la squalifica dando la vittoria a Conway.

## Personaggio

### Mosse finali
- Figure Four Leglock
- Forearm Elbow

### Manager
- Skandor Akbar
- Captain Lou Albano
- Grand Wizard
- Jimmy Hart[1]
- Sir Oliver Humperdink[2][3]
- Luxurious Lynne
- Madusa
- Rico Suave
- Johnny Valiant
- Darren Wise
- "Mr. Terrific" Tim Lawler
- Larry Sweeney[4]

### Soprannomi
- "The Hammer"

## Titoli e riconoscimenti
Northen States Wrestling Alliance
- NSWA Tag Team Championship (1 - con Honky Tonk Man)

American Wrestling Association
- AWA Midwest Tag Team Championship (1 - con Jerry Miller)

Jim Crockett Promotions / World Championship Wrestling
- NWA Mid-Atlantic Heavyweight Championship (2)
- NWA Mid-Atlantic Tag Team Championship (1 - con Ric Flair)
- NWA Mid-Atlantic Television Championship (2)
- NWA Television Championship (2)
- NWA United States Heavyweight Championship (3)
- NWA World Tag Team Championship (4 - 1 con Baron Van Raschke - 1 con Ray Stevens - 2 con Ric Flair)
- WCW United States Tag Team Championship (1 - con Terry Taylor)

National Wrestling Alliance
- NWA North American Heavyweight Championship (2)
- NWA Americas Heavyweight Championship (2)
- NWA Beat the Champ Television Championship (2)
- NWA United States Tag Team Championship (2 - 1 con Bill Watts - 1 con Gorgeus George Jr.)
- NWA Western States Tag Team Championship (1 - con Don Fargo)

Professional Wrestling Hall of Fame
- Classe del 2016 (TV Era)

Pro Wrestling Illustrated
- 53º tra i 500 migliori wrestler singoli nella PWI 500 (1991)
- 119º  tra i 500 migliori wrestler singoli nella "PWI Years" (2003)[5]
- Most Hated Wrestler of the Year (1975, 1979, 1983)

World Wrestling Federation/Entertainment
- WWF Intercontinental Championship (1)
- WWF World Tag Team Championship (1 - con Brutus Beefcake)
- WWE Hall of Fame (classe del 2004)